# Raúl Sánchez
Raúl Sánchez Bahena (Zacatepec de Hidalgo; 1 de agosto de 1939-17 de octubre de 2021) fue un futbolista mexicano que jugó de delantero.

## Trayectoria
Comenzó a jugar fútbol a los 4 años en los equipos juveniles del Club Zacatepec, donde recibió su primer contrato en 1957 e hizo su primera aparición en la Primera División en 1959. Luego de tres años con los Cañeros, pasó al C.D. Oro, donde estuvo bajo contrato por dos años más.
Después del final de su carrera como jugador, trabajó como entrenador en varios clubes amateurs y en 1968 con las categorías inferiores de su antiguo club Zacatepec, cuyo primer equipo dirigió brevemente en tres etapas en las temporadas 1976-77, 1982-83 y 1984-85.

## Palmarés

### Títulos internacionales
| Título                        | Equipo        | País   | Año  |
| ----------------------------- | ------------- | ------ | ---- |
| Torneo Juvenil de la Concacaf | México sub-20 | Panamá | 1962 |